# Campeonato Femenino de la AFC de 1981
El Campeonato Femenino de la AFC 1981 fue la cuarta edición de la Copa Asiática Femenina de la AFC. Se disputó entre el 7 al 17 de junio de 1981 en Hong Kong. El torneo lo ganó por tercera vez de manera consecutiva China Taipéi en la final contra Tailandia.

## Estadios
- Estadio Mong Kok
- Estadio Hong Kong

## Fase de grupos

### Grupo A
| Equipo    | PJ | PG | PE | PP | GF | GC | Dif. | Pts. |
| --------- | -- | -- | -- | -- | -- | -- | ---- | ---- |
| India     | 3  | 2  | 1  | 0  | 13 | 0  | +13  | 5    |
| Hong Kong | 3  | 2  | 1  | 0  | 3  | 0  | +3   | 5    |
| Singapur  | 3  | 1  | 0  | 2  | 4  | 7  | -3   | 2    |
| Filipinas | 3  | 0  | 0  | 3  | 1  | 14 | -13  | 0    |

| 7 de junio de 1981 | Hong Kong                  | 2-0 | Filipinas | Estadio Hong Kong,             |                                |
|                    | Mei-Yee 3x' · Kwai-Mui 17' |     |           | Asistencia: 8,123 espectadores | Asistencia: 8,123 espectadores |

| 8 de junio de 1981 | India                | 5-0 | Singapur | Estadio Hong Kong,             |                                |
|                    | Mullic 4' · Dutta ?' |     |          | Asistencia: 3,427 espectadores | Asistencia: 3,427 espectadores |

| 10 de junio de 1981 | Hong Kong     | 1-0 | Singapur | Estadio Mong Kok, |  |
|                     | Suet-Ping 13' |     |          |                   |  |

| 10 de junio de 1981 | India                                         | 8-0 | Filipinas | Estadio Mong Kok, |  |
|                     | Nag 4x' · Mullick 2x' · Pereira ?' · Ghosh ?' |     |           |                   |  |

| 12 de junio de 1981 | Hong Kong | 0-0 | India | Estadio Mong Kok,              |  |
|                     |           |     |       | Asistencia: 1,200 espectadores |  |

| 12 de junio de 1981 | Singapur | 4-1 | Filipinas | Estadio Mong Kok,              |  |
|                     |          |     |           | Asistencia: 1,200 espectadores |  |

### Grupo B
| Equipo       | PJ | PG | PE | PP | GF | GC | Dif. | Pts. |
| ------------ | -- | -- | -- | -- | -- | -- | ---- | ---- |
| China Taipéi | 3  | 3  | 0  | 0  | 14 | 0  | +14  | 6    |
| Tailandia    | 3  | 2  | 0  | 1  | 5  | 3  | +2   | 4    |
| Japón        | 3  | 1  | 0  | 2  | 1  | 3  | -2   | 2    |
| Indonesia    | 3  | 0  | 0  | 3  | 0  | 14 | -14  | 0    |

| 7 de junio de 1981 | China Taipéi | 1-0 | Japón | Estadio Hong Kong,             |                                |
|                    | Yu-Chu 39' · |     |       | Asistencia: 8,123 espectadores | Asistencia: 8,123 espectadores |

| 8 de junio de 1981 | Tailandia                                | 3-0 | Indonesia | Estadio Mong Kok,              |                                |
|                    | Rungsawai ?' · Photongnak ?' · Tongsa ?' |     |           | Asistencia: 3,427 espectadores | Asistencia: 3,427 espectadores |

| 11 de junio de 1981 | China Taipéi                                                                | 10-0 | Indonesia | Estadio Mong Kok,              |                                |
|                     | Tai-Ying 5x' · Su-Ching 2x' · Bee-Yueh ?' · Feng-Ying ?' · Upuya 15 (a.g.)' |      |           | Asistencia: 6,822 espectadores | Asistencia: 6,822 espectadores |

| 11 de junio de 1981 | Tailandia                    | 2-0 | Japón | Estadio Mong Kok,              |                                |
|                     | Chipeankha ?' · Yeepracha ?' |     |       | Asistencia: 6,822 espectadores | Asistencia: 6,822 espectadores |

| 13 de junio de 1981 | China Taipéi | 3-0 | Tailandia | Estadio Mong Kok,              |  |
|                     |              |     |           | Asistencia: 7,300 espectadores |  |

| 13 de junio de 1981 | Japón      | 1-0 | Indonesia | Estadio Mong Kok,              |                                |
|                     | Handa ?' · |     |           | Asistencia: 7,300 espectadores | Asistencia: 7,300 espectadores |

## Fase final

### Semifinales
| 15 de junio de 1981 | Tailandia       | 1-0 | India | Estadio Hong Kong,             |                                |
|                     | Rungsawai 50' · |     |       | Asistencia: 9,956 espectadores | Asistencia: 9,956 espectadores |

| 15 de junio de 1981 | Hong Kong | 0-1 | China Taipéi   | Estadio Hong Kong,             |                                |
|                     |           |     | Tai-Ying 37' · | Asistencia: 9,956 espectadores | Asistencia: 9,956 espectadores |

### Tercer lugar
| 17 de junio de 1981 | Hong Kong | 0-2 | India                   | Estadio Hong Kong, |  |
|                     |           |     | Dutta 25' · Pereira 51' |                    |  |

### Final
| 17 de junio de 1981 | Tailandia | 0-5 | China Taipéi                                         | Estadio Hong Kong,              |                                 |
|                     |           |     | Feng-Ying 1', 20' · Hsiu-Jung 5' · Tai-Ying 11', 50' | Asistencia: 16,969 espectadores | Asistencia: 16,969 espectadores |

- Datos: Q1475921